# Beaumont (Texas)
Beaumont város az USA Texas államában. Lakosainak száma 115 282 fő (2020. április 1.).
1835-ben alapították. A település gazdasága a fűrészáru, a mezőgazdaság és a kikötőipar fejlődésén alapult. 
Nagy változás történt 1901-ben, amikor közelében levő Spindletop-dombon fedezték fel az első nagyobb kőolajlelőhelyet az államban. Számos energiaipari vállalat alakult Beaumontban, és néhányuk továbbra is működik. A terület gyorsan fejlődött, mint az ország egyik legfontosabb petrolkémiai finomítási területe.
Port Arthurral és Orange-al együtt ma egy jelentős ipari terület a Mexikói-öböl partján. Kikötője a 2010-es években az ország negyedik legnagyobb tengeri kikötője.

## Gazdaság
A településen található az Union Pacific Railroad egyik rendezőpályaudvara.

## Népesség
A település népességének változása:

| 2010 | 118 296 |
| 2020 | 115 282 |